# Arthur Mülverstedt
Arthur Mülverstedt (30 de junio de 1894 - 10 de agosto de 1941) fue un oficial alemán de las SS y de la policía (Ordnungspolizei) durante la era Nazi que sirvió en el personal de Heinrich Himmler. Durante la Segunda Guerra Mundial, comandó la División SS Polizei; murió en combate en 1941.

## Carrera
Mülverstedt nació el 30 de junio de 1894. Ingresó en el ejército en marzo de 1914 y sirvió en la I Guerra Mundial. Después de la guerra, Mülverstedt se unió a la Sicherheitspolizei (policía de seguridad) el 15 de septiembre de 1919 (después redesignada Schutzpolizei), y fue asignado a los puestos en Berlín, Eiche y Erfurt. Mülverstedt se unió al Partido Nazi el 30 de julio de 1932. Fue transferido de la Schutzpolizei a la Landespolizei en 1933. En marzo de 1935 abandonó la Landespolizei y se unió al Reichsheer.
Mülverstedt retornó a la Schutzpolizei; se unió a las SS el 20 de abril de 1938 y fue agregado al Personal del Reichsführer-SS, personal de mando de Heinrich Himmler, jefe de las SS. En 1938 se convirtió en Comandante de la Schutzpolizei Abschnitt III para las anexiones de Austria y de los Sudetes.
Mülverstedt sirvió como Comandante del Polizeigruppe 5 que estaba agregado al 4.º Ejército durante la invasión de Polonia. El 9 de noviembre de 1940 fue promovido al rango de SS-Gruppenführer y fue nombrado comandante divisional de la División SS Polizei después de que Karl Pfeffer-Wildenbruch retornara al personal de Himmler. En este periodo la división fue transferida de las Policía a la administración de las SS. Mülverstedt dirigió la división durante la Operación Barbarroja, la invasión de la Unión Soviética, agregada al Grupo de Ejércitos Norte. Mülverstedt murió en combate por fuego de artillería el 10 de agosto de 1941 durante la batalla de Luga-Kingisepp.